# Burg Schweinheim
Die Burg Schweinheim  ist eine ehemalige Wasserburg im Euskirchener Stadtteil Schweinheim im Kreis Euskirchen in Nordrhein-Westfalen.

## Beschreibung

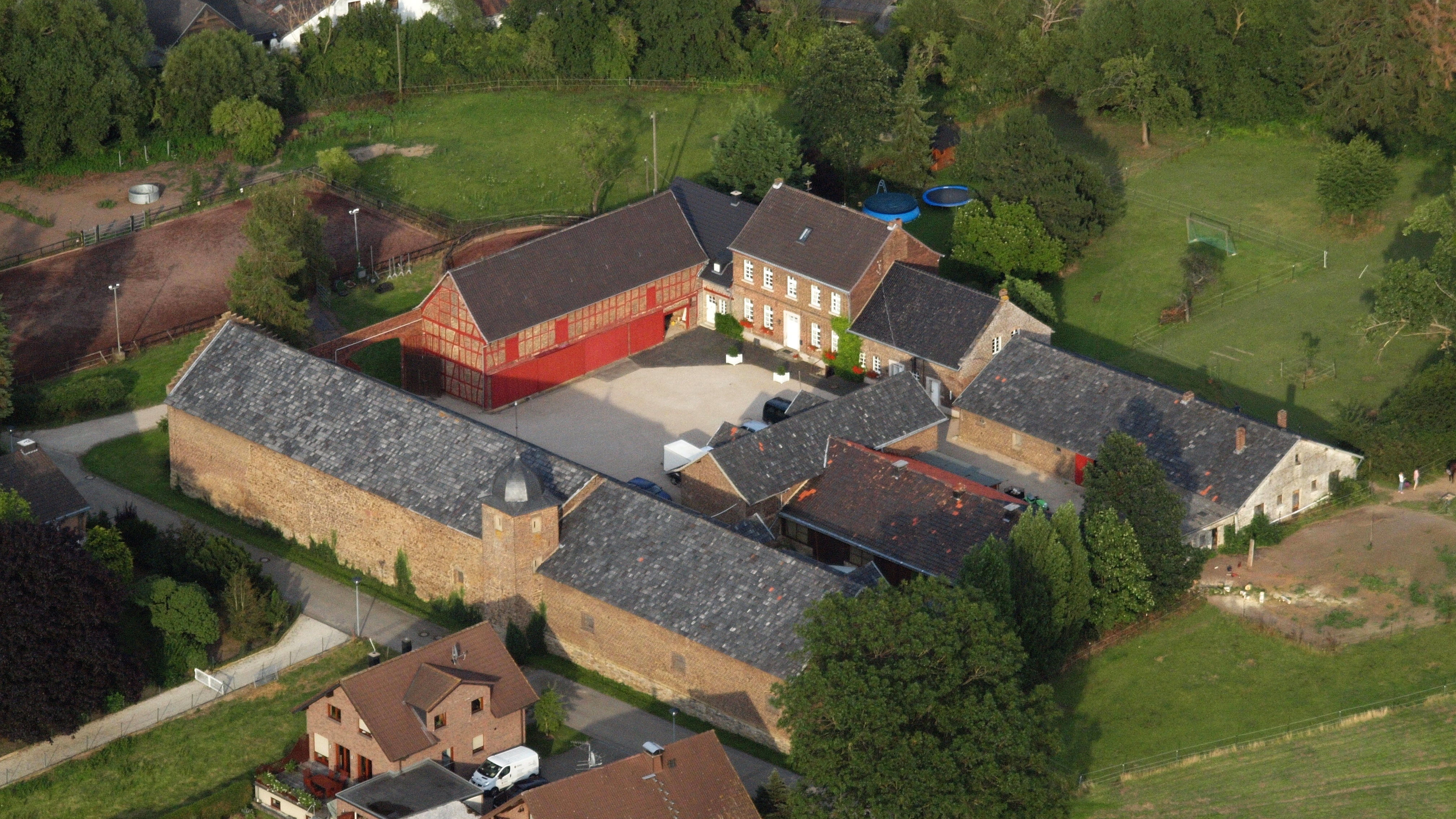
Burg Schweinheim, Luftaufnahme (2015)

Über die Gründung der Burg ist kaum etwas bekannt. 1333 wird ein Haus, ein Hof, das Dorf und ein Gericht „Schweinheim“ als Jülicher Lehen erwähnt.
Bei der ehemaligen Wasserburg handelte es sich um eine zweiteilige Burganlage umgeben von Wassergräben. Im 19. Jahrhundert wurde die Vorburg bis auf einen Eckturm und geringe Mauerreste abgebrochen und entwickelte sich danach zu einem großen landwirtschaftliche Gehöft.
Die Burg Schweinheim ist in den letzten Jahren in das Interesse der Öffentlichkeit gerückt, weil hier das erste als Sparschwein identifizierbare deutsche Sparschwein, angeblich ehemals einem Ritter Spies von Büllesheim gehörig, mit mittelalterlichen Münzen gefunden worden ist.